# La maschera nera di Cedar Pass
La maschera nera di Cedar Pass (The Last Stagecoach West) è un film del 1957 diretto da Joseph Kane.
È un film western statunitense con Jim Davis, Mary Castle e Victor Jory.

## Produzione
Il film, diretto da Joseph Kane su una sceneggiatura di Barry Shipman, fu prodotto da Rudy Ralston per la Ventura Productions e girato nel Towsley Canyon, Newhall, in California, con un budget stimato in 150.000 dollari.

## Distribuzione
Il film fu distribuito con il titolo The Last Stagecoach West negli Stati Uniti dal 15 luglio 1957 al cinema dalla Republic Pictures.
Altre distribuzioni:
- in Finlandia il 5 giugno 1959 (Viimeiset postivaunut länteen)
- in Italia (La maschera nera di Cedar Pass)

## Promozione
Le tagline sono:
- "Thundering hoofs...burning bullets...as steel and steed ride it out! ".
- "The West Breaks Loose! ".